# Odostomia sapia
Odostomia sapia är en snäckart som beskrevs av Dall och Bartsch 1909. Odostomia sapia ingår i släktet Odostomia och familjen Pyramidellidae. Inga underarter finns listade i Catalogue of Life.